# 13559 Werth
13559 Werth este un asteroid din centura principală de asteroizi.

## Descriere
13559 Werth este un asteroid din centura principală de asteroizi. A fost descoperit pe 4 septembrie 1992 la Tautenburg de Lutz Dieter Schmadel și Freimut Börngen. Asteroidul prezintă o orbită caracterizată de o semiaxă mare de 3,00 ua, o excentricitate de 0,10 și o înclinație de 13,7° în raport cu ecliptica.